# Rhopaloblaste augusta
Espèce
Synonymes
- Areca augusta Kurz[1] [2]
- Ptychoraphis augusta (Kurz) Becc.[1] [2]

Statut de conservation UICN

 VU A1c : Vulnérable
Rhopaloblaste augusta est une espèce de plantes de la famille des Arecaceae.

## Publication originale
- Principes 14(3): 79, f. 2. 1970.